# 7-dorpenomloop Aalburg
La 7-dorpenomloop Aalburg és una cursa ciclista femenina d'un dia que es disputa anualment al municipi d'Aalburg als Països Baixos. La primera edició es disputà el 2007. En algunes edicions se la conegut com a Marianne Vos Classic.
La primera vencedora, que també té el rècord de victòries amb set, és Marianne Vos.

## Palmarès
| Any  | Vencedor             | Segon                | Tercer                  |
| ---- | -------------------- | -------------------- | ----------------------- |
| 2007 | Marianne Vos         | Oenone Wood          | Jaccolien Wallaard      |
| 2008 | Loes Markerink       | Elise van Hage       | Marianne Vos            |
| 2009 | Marianne Vos         | Loes Markerink       | Noortje Tabak           |
| 2010 | Marianne Vos         | Iris Slappendel      | Lucy Martin             |
| 2011 | Marianne Vos         | Annemiek van Vleuten | Kirsten Wild            |
| 2012 | Annemiek van Vleuten | Shelley Olds         | Amanda Spratt           |
| 2013 | Marianne Vos         | Liesbet De Vocht     | Emma Johansson          |
| 2014 | Marianne Vos         | Lucy Garner          | Emma Johansson          |
| 2015 | Chloe Hosking        | Marianne Vos         | Amy Pieters             |
| 2016 | Marianne Vos         | Lauren Kitchen       | Anouk Rijff             |
| 2017 | Marianne Vos         | Moniek Tenniglo      | Demi de Jong            |
| 2018 | Lorena Wiebes        | Jip van den Bos      | Marjolein van 't Geloof |